# Johan Wretelius
Johan Hans Wretelius, född 30 april 1710 i Mörlunda, Kalmar län, död okänt år, var en svensk kyrkomålare.
Han var son till kyrkoherden och prosten Magnus Nicolai Wretelius och Helena Drysenia. Som dekorationsmålare dekorerade han Mörlunda gamla kyrka på 1720-talet som förstördes i samband med att en ny kyrka uppfördes 1839–1840.